# Rockmond Dunbar
Rockmond Dunbar (ur. 11 stycznia 1973 w Berkeley) – amerykański aktor, występował w roli Benjamina „C-Note” Franklina w serialu Skazany na śmierć.

## Filmografia
- Misery Loves Company (1993) jako Eric Haynes
- Ziemia 2 (Earth 2, 1994–1995) jako Baines
- Punks (2000) jako Darby
- Soul Food (2000–2004) jako Kenny Chadway
- All About You (2001) jako Tim
- Kiss Kiss Bang Bang (2005) jako pan Fire
- Skazany na śmierć (Prison Break, 2005) jako Benjamin Miles „C-Note” Franklin
- Head Cases (2005) jako dr Robinson
- Grey’s Anatomy (2007) jako mąż chorej w 7. odcinku serii 4.
- Mentalista (2014–2015) jako Dennis Abbot
- 9-1-1 (2018 – 2022) jako Michael Grant